# Rivulus formosensis
Rivulus formosensis är en fiskart som beskrevs av Costa 2008. Rivulus formosensis ingår i släktet Rivulus och familjen Rivulidae. Inga underarter finns listade i Catalogue of Life.